# Лелић
Лелић је насељено место града Ваљева у Колубарском округу. Према попису из 2022. било је 415 становника. У близини насеља се налази манастир Лелић.

## Демографија
У насељу Лелић живи 486 пунолетних становника, а просечна старост становништва износи 45,9 година (43,9 код мушкараца и 47,9 код жена). У насељу има 182 домаћинства, а просечан број чланова по домаћинству је 3,00.
Ово насеље је великим делом насељено Србима (према попису из 2002. године), а у последња три пописа, примећен је пад у броју становника.
|  |

| Демографија | Демографија | Демографија |
| Година      | Становника  | Становника  |
| ----------- | ----------- | ----------- |
| 1948.       | 1.190       |             |
| 1953.       | 1.159       |             |
| 1961.       | 1.046       |             |
| 1971.       | 916         |             |
| 1981.       | 781         |             |
| 1991.       | 677         | 673         |
| 2002.       | 568         | 576         |

| Етнички састав према попису из 2002.‍ | Етнички састав према попису из 2002.‍ | Етнички састав према попису из 2002.‍ | Етнички састав према попису из 2002.‍ | Етнички састав према попису из 2002.‍ |
| ------------------------------------ | ------------------------------------ | ------------------------------------ | ------------------------------------ | ------------------------------------ |
|                                      |                                      |                                      |                                      |                                      |
| Срби                                 | Срби                                 |                                      | 564                                  | 99,29%                               |
| Чеси                                 | Чеси                                 |                                      | 1                                    | 0,17%                                |
| Словенци                             | Словенци                             |                                      | 1                                    | 0,17%                                |
| непознато                            | непознато                            |                                      | 2                                    | 0,35%                                |

| Година пописа     | 1948. | 1953. | 1961. | 1971. | 1981. | 1991. | 2002. |
| ----------------- | ----- | ----- | ----- | ----- | ----- | ----- | ----- |
| Број домаћинстава | 202   | 209   | 224   | 210   | 211   | 201   | 182   |

| Број чланова      | 1  | 2  | 3  | 4  | 5  | 6  | 7 | 8 | 9 | 10 и више | Просек |
| ----------------- | -- | -- | -- | -- | -- | -- | - | - | - | --------- | ------ |
| Број домаћинстава | 49 | 44 | 24 | 20 | 23 | 15 | 4 | 3 | 0 | 0         | 3,00   |

| Пол    | Укупно | Неожењен/Неудата | Ожењен/Удата | Удовац/Удовица | Разведен/Разведена | Непознато |
| ------ | ------ | ---------------- | ------------ | -------------- | ------------------ | --------- |
| Мушки  | 252    | 85               | 145          | 17             | 3                  | 2         |
| Женски | 251    | 38               | 142          | 62             | 6                  | 3         |
| УКУПНО | 503    | 123              | 287          | 79             | 9                  | 5         |

| Пол    | Укупно                    | Пољопривреда, лов и шумарство | Рибарство                            | Вађење руде и камена | Прерађивачка индустрија       |
| ------ | ------------------------- | ----------------------------- | ------------------------------------ | -------------------- | ----------------------------- |
| Мушки  | 184                       | 115                           | 0                                    | 1                    | 18                            |
| Женски | 121                       | 90                            | 0                                    | 0                    | 5                             |
| УКУПНО | 305                       | 205                           | 0                                    | 1                    | 23                            |
| Пол    | Производња и снабдевање   | Грађевинарство                | Трговина                             | Хотели и ресторани   | Саобраћај, складиштење и везе |
| Мушки  | 2                         | 10                            | 6                                    | 3                    | 16                            |
| Женски | 0                         | 0                             | 3                                    | 0                    | 1                             |
| УКУПНО | 2                         | 10                            | 9                                    | 3                    | 17                            |
| Пол    | Финансијско посредовање   | Некретнине                    | Државна управа и одбрана             | Образовање           | Здравствени и социјални рад   |
| Мушки  | 0                         | 3                             | 2                                    | 0                    | 2                             |
| Женски | 0                         | 1                             | 0                                    | 4                    | 1                             |
| УКУПНО | 0                         | 4                             | 2                                    | 4                    | 3                             |
| Пол    | Остале услужне активности | Приватна домаћинства          | Екстериторијалне организације и тела | Непознато            | Непознато                     |
| Мушки  | 4                         | 0                             | 0                                    | 2                    | 2                             |
| Женски | 16                        | 0                             | 0                                    | 0                    | 0                             |
| УКУПНО | 20                        | 0                             | 0                                    | 2                    | 2                             |

## Познате личности
- Николај Велимировић - световно Никола Велимировић (1881—1956) био је епископ охридски и жички, истакнути теолог и говорник.
- Нина Симић - световно Невенка Симић (1933—) игуманија Српске православне цркве Манастира Пустиње.
- Артемије Радосављевић - световно Марко Радосављевић (1935—2020) био је рашчињени епископ рашко-призренски и косовско-метохијски.
- Јован Радосављевић - световно Милисав Радосављевић (1927—2021) био је архимандрит Српске православне цркве.

## Галерија
- Лелић - Панорама
- Лелић - Панорама
- Лелић - Панорама
- Лелић - Панорама
- Лелић - Панорама
- Лелић - Панорама
- Лелић - Панорама